# Infosfera
Infosfera é um neologismo criado pelo filósofo da informação Luciano Floridi e que faz referência a um complexo ambiente informacional constituído por todas as entidades informacionais, suas propriedades, interações, processos e demais relações. Este termo é, também, muito conhecido devido à wiki de Futurama, The Infosphere.